# Technomyrmex briani
Technomyrmex briani is een mierensoort uit de onderfamilie van de Dolichoderinae. De wetenschappelijke naam van de soort is voor het eerst geldig gepubliceerd in 2009 door Sharaf.